# Chalcionellus cupreus
Chalcionellus cupreus är en skalbaggsart som beskrevs av Rolf Martin Theodor Dahlgren 1971. Chalcionellus cupreus ingår i släktet Chalcionellus och familjen stumpbaggar. Inga underarter finns listade i Catalogue of Life.